# Les Loges-sur-Brécey
Les Loges-sur-Brécey è un comune francese di 161 abitanti situato nel dipartimento della Manica nella regione della Normandia.

## Società

### Evoluzione demografica
Abitanti censiti